# Agaronia griseoalba
Agaronia griseoalba is een slakkensoort uit de familie van de Olividae. De wetenschappelijke naam van de soort is voor het eerst geldig gepubliceerd in 1897 door Carl Eduard von Martens.